# ريان إيغولد
ريان إيغولد (بالإنجليزية: Ryan Eggold)‏ هو ممثل أمريكي بدأ مسيرته الفنية عام 2006 ،وُلد في 10 أغسطس 1984 في كاليفورنيا، الولايات المتحدة
. اشتهر ايجولد من خلال دور (رايان ماتيوس) في مسلسل 90210 الذي عُرض على  شبكة تلفزيون ذا سي دبليوو كذلك من خلال شخصية (توم كين) في مسلسل القائمة السوداء ( The Blacklist) الذي عُرض على إن بي سي (NBC).

## حياته
وُلد أيجولد في لاكيووود (كاليفورنيا) و هو ابن كارن وجايمس فريدرك أيجولد. في عام 2002 تخرج أيجولد في مدرسة سانتا مارجريتا الكاثوليكية الثانوية أينما تدرب في عدة عروض مسرحية مدرسية . في عام 2006 تخرج في جامعة كاليفورنيا الجنوبية قسم فنون مسرحية.
أول ظهور لايجولد كان في عام 2006 في المسلسل التلفزيوني (Related) كضيف شرف، وفي العام نفسه ظهر سينمائيًا لأول مرة في الفليم القصير(The Corruption of Helm) '. و على الرغم من نجاحه كممثل فإن ايجولد كاتب أغاني وعازف جيتار وبيانو ومغني في فرقة ايلينور افنيو (Eleanor Avenue).

## الأفلام
| السنة | الفيلم                                   |
| ----- | ---------------------------------------- |
| 2006  | Con: The Corruption of Shawn Helm        |
| 2008  | Bloom                                    |
| 2010  | First Dates                              |
| 2011  | Driving by Braille                       |
| 2011  | Queen                                    |
| 2011  | Trophy Kids                              |
| 2011  | Sironia                                  |
| 2012  | Into the Dark                            |
| 2013  | B-Side                                   |
| 2013  | Scent of a Woman                         |
| 2013  | Lucky Them                               |
| 2013  | Beside Still Waters                      |
| 2014  | The Single Moms Club                     |
| 2014  | The Disappearance of Eleanor Rigby: Them |
| 2014  | Fathers and Daughters                    |
| 2015  | Battle Scars                             |
| 2016  | Lovesong                                 |
| 2017  | Literally, Right Before Aaron            |
| 2018  | Black Klansman                           |

## المسلسلات التلفزيونية
| 2006      | Related                              |
| --------- | ------------------------------------ |
| 2006      | Brothers & Sisters                   |
| 2006      | Veronica Mars                        |
| 2006      | The War at Home                      |
| 2007      | The Young and the Restless           |
| 2007      | Nick Cannon Presents: Short Circuitz |
| 2007      | Out of Jimmy's Head                  |
| 2007      | Entourage                            |
| 2008      | Dirt                                 |
| 2008–2011 | 90210                                |
| 2008      | Entourage                            |
| 2009      | United States of Tara                |
| 2013–2017 | The Blacklist                        |
| 2015      | Sons of Liberty                      |
| 2017      | The Blacklist: Redemption            |
| 2018      | New Amsterdam                        |

## وصلات خارجية
- ريان إيغولد على موقع IMDb (الإنجليزية)
- ريان إيغولد على موقع ألو سيني (الفرنسية)
- ريان إيغولد على موقع أول موفي (الإنجليزية)
- ريان إيغولد على موقع قاعدة بيانات الفيلم (الإنجليزية)
- ريان إيغولد على موقع كينوبويسك (الروسية)

- صفحة رايان أيجولد على موقع IMDb
- صفحة رايان ايجولد على موقع The CW